# Нергер, Карл Август
Карл-Август Нергер (нем. Karl-August Nerger; 25 февраля 1875, Росток — 12 января 1947, Специальный лагерь № 7 Заксенхаузен, Ораниенбург) — немецкий контр-адмирал.

## Биография
Карл-Август Нергер был старшим из трёх сыновей лингвиста Карла Фридриха Людвига Нергера (Karl Friedrich Ludwig Nerger, 1841—1913) и его жены Клары, урождённой Хагемейстер (Hagemeister). В 1893 году Карл-Август вступил в Императорские военно-морские силы; в 1900 году, будучи оберлейтенантом на канонерской лодке SMS «Iltis», принял участие в подавление Боксёрского восстания в Китае. В 1914 году он стал командиром малого крейсера SMS «Stettin» и принял участие в сражении в Гельголандской бухте.
В 1916 году Нергер командовал вспомогательным крейсером SMS «Wolf», построенном в 1913 году, с которым в течение 451 дня вёл успешные операции против торгового флота в Атлантике, Индийском и Тихом океанах: потопил 35 коммерческих судов и два корабля общим водоизмещением в 110 000 тонн. В феврале 1918 года «Wolf» повторно прорвал британскую блокаду и вернулся в порт Киль — за свои заслуги Нергер получил высшую награду Германской империи - орден Pour le Mérite.
В 1919 году Карл-Август Нергер был удостоен почётной кандидатской степени по медицине от Ростокского университета и стал также почётным гражданином города Росток. Через год он стал сотрудником «Siemens-Schuckert-Werke», где с 1929 года являлся членом правления в Берлине. 19 августа 1939 года Нергер стал контр-адмиралом Кригсмарине: сведений о его роли во Второй мировой войне на данный момент не имеется. После окончания войны, 15 августа 1945 года, он был арестован советскими оккупационными властями как «Angehöriger der Abwehr» (официальная причина ареста согласно протоколу) и был интернирован в специальный лагерь № 7, созданный на базе бывшего концентрационного лагеря «Заксенхаузен». Здесь он умер в январе 1947 года. Официальной причиной смерти была отмечена кахексия, но, согласно сокамернику Нергера Хайнцу Мазуху (Heinz Masuch) Нергера забил до смерти другой его сокамерник Вильгельм Вагнер, занимавшийся рэкетом в обмен на защиту. Вагнер отрицал обвинения в убийстве Нергера и не был осужден за это, но в 1967 году получил пять лет заключения за другие нападения на заключённых.

## Работы
- S. M. S. Wolf / Nerger, Karl August. — Berlin : Scherl, [1919].
- De hulpkruiser «Wolf» / Nerger, Karl August. — Amsterdam : Ten Have, 1918.
- S. M. S. Wolf / Nerger, Karl August. — Berlin : Scherl, 1918, 101.-200. Tsd.

## Семья
Карл-Август Нергер был женат на Мари Анне Катарине Фридрихсен (Marie Annie Katharine Friedrichsen, 1886—1945); в семье было три сына и две дочери. Жена умерла через четыре недели после его ареста.